# Emil Lehnen
Emil Lehnen (* 3. August 1915 in Differten; † 26. Juni 1984 in Saarbrücken) war ein saarländischer Politiker (CVP/CDU).
Nach der Volksschule besuchte Lehnen ein katholisches Internat. In den Jahren 1930 bis 1933 absolvierte er eine Verwaltungslehre beim Landratsamt Saarlouis, bei dem er anschließend auch eingestellt wurde. 1935/36 leistete er den Arbeitsdienst ab, von 1937 bis 1939 absolvierte er seinen Wehrdienst. Ab 1940 besuchte er die Verwaltungs- und Kreissparkassenschule Saarbrücken und legte im darauf folgenden Jahr die Verwaltungsprüfung I ab. Anschließend wurde er zum Kriegsdienst eingezogen und diente bis 1945 als Soldat.
Der Christlichen Volkspartei des Saarlandes (CVP) trat er 1946 bei und wurde in demselben Jahr deren Generalsekretär. Von 1949 bis 1956 gehörte er dem Exekutivkomitee der Internationalen Union Junger Christlicher Demokraten Europas an. 1952 wurde er in den Landtag des Saarlandes gewählt, dem er bis 1961 angehörte (ab 1959 als Mitglied der CDU-Fraktion). Zuletzt war er stellvertretender Vorsitzender des Ausschusses für Fragen der Wiedervereinigung und Grenzlandfragen sowie Schriftführer des Ausschusses für Kulturpolitik.
Ehrenamtlich engagierte sich Lehnen unter anderem im Förderverein Freunde des RSO Saarbrücken, dessen Vorstand er von der Gründung 1979 bis zu seinem Tod angehörte.